# Повернення Мухтара
Повернення Мухтара (рос. Возвращение Мухтара), в останньому сезоні — Мухтар. Новий слід (рос. Мухтар. Новый след) — російський багатосерійний телесеріал про службового міліцейського собаку Мухтара, виготовлений ЗАТ «Кіт Медіа» на замовлення Студії 2В. Станом на 1 жовтня 2015 серіал налічує 798 серій і складається з 10 сезонів. Тривалість кожної серії — 44 хвилини. За жанром серіал є детективом. Режисерами виступили Олександр Полинников та Володимир Златоустовський, продюсерами — Юрій Біленький, Олена Імамова, Павло Корчагін, Фелікс Клейман і Катерина Швейко. Серіал спочатку був показаний на телеканалі НТВ, а згодом на Інтері, 1+1 та СТБ.

## Сюжет
Події відбуваються у Московському районі Щукіно з працівниками районного відділку міліції, а починаючи з восьмого сезону — поліції. Серед них слідчі, оперуповноважені, експерти-криміналісти, патологоанатом, начальник відділу та інші співробітники. Проте у серіалі висвітлювалася лише слідчо-оперативна група, у складі якої несе службу Мухтар, а також начальник відділку — підполковник, а з сьомого сезону полковник, Хрульов М. М., чергові Хорошавін і Петров, та дільничий Дятло В. П. Окрім них були показані родичі та знайомі міліціонерів.
Героям серіалу трапляються найрізноманітніші справи, складні і не дуже, але усі показані з них розкриваються лише з допомогою Мухтара, який робить їм підказки та іноді розгадує все заздалегідь. Персонажі серіалу змінювались через різноманітні ситуації. Наприклад, перший криміналіст Ільковський поїхав працювати до Америки, перший господар Мухтара Колосов отримав бойове поранення і після лікування у Бостоні вирушив у Іркутськ до матері, а перший слідчий Брусникіна поїхала до нього. Після того оперуповноваженого Щепкіна замінив Самойлов, а нового слідчого Михайлову згодом з підвищенням перевели до Санкт-Петербургу.

## Персонажі

### Мухтар
Виконавцями ролі Мухтара — головного героя серіалу — за всю історію проєкту були сімнадцять собак
| Кличка                                                                                | Номер сезону | Номер сезону | Номер сезону | Номер сезону | Номер сезону | Номер сезону | Номер сезону | Номер сезону | Номер сезону | Номер сезону | Номер сезону | Номер сезону | Номер сезону |
| Кличка                                                                                | 1            | 2            | 3            | 4            | 5            | 6            | 7            | 8            | 9            | 10           | 11           | 12           | 13           |
| ------------------------------------------------------------------------------------- | ------------ | ------------ | ------------ | ------------ | ------------ | ------------ | ------------ | ------------ | ------------ | ------------ | ------------ | ------------ | ------------ |
| Варгун і Дункан Лютар                                                                 |              |              |              |              |              |              |              |              |              |              |              |              |              |
| Цейс, Бест, Гай і Бакстер                                                             |              |              |              |              |              |              |              |              |              |              |              |              |              |
| Вакс фон Вайсрусланд Киршенталь (Вася)                                                |              |              |              |              |              |              |              |              |              |              |              |              |              |
| Якс Хаус Фавор Ді Аллертал                                                            |              |              |              |              |              |              |              |              |              |              |              |              |              |
| Прайм Прем Самбатус                                                                   |              |              |              |              |              |              |              |              |              |              |              |              |              |
| Граф і Рекс Шутц Хунд                                                                 |              |              |              |              |              |              |              |              |              |              |              |              |              |
| Цеаро фом Цельвандранд (Віват)                                                        |              |              |              |              |              |              |              |              |              |              |              |              |              |
| Райдо Альгіз Юстас (Воін), Воін Лєгіон Коба, Дукс Солрад Зеє, Піт Норіс Шварцен Шлосс |              |              |              |              |              |              |              |              |              |              |              |              |              |

### Слідчо-оперативна група

#### Колосов Артем Валерійович
Народився 1971 року, оперуповноважений, мав звання старшого лейтенанта. Досвідчений співробітник. У перших двох сезонах володів автомобілем марки Нива темно-зеленого кольору. Починаючи з другого сезону має дозвіл на співпрацю зі службово-розшуковим собакою.
Серйозний, емоційний, не завжди погоджується з поглядами свого керівництва. Полюбляє жартувати. В колективі завжди намагається бути дотепним і винахідливим. По натурі лідер, рідко коли почувається збентеженим і зніяковілим. Інколи буває нахабним і примхливим (особливо відносно Вадима), проте цінує справжню чоловічу дружбу і завжди готовий прийти на допомогу. Плекає слабкість до жінок, користуючись їх увагою. Відчував симпатію до своєї колеги Олени Бруснікіної. Навчався разом з нею в юридичному ВНЗ, так як у 49 серії другого сезону «Дорослі ігри» (рос. Взрослые игры) вказано, що вони з одного випуску. На початку третього сезону (дилогія «Поворот») став свідком замовного вбивства і, намагаючись затримати злочинця, отримав чотири вогнепальних поранення. Спочатку поїхав на лікування в Бостон, а потім до матері в Іркутськ.
З'являється у перших двох сезонах та у 1 серії третього сезону на її початку, роль виконував Олександр Носик. На початку 3 серії 1 сезону роль виконав Андрій Тертиш.

#### Жаров Максим Андрійович
Народився 1976 року, оперуповноважений, мав звання старшого лейтенанта, а починаючи з 75 серії сьомого сезону «Путівка для бабусі» (рос. Путёвка для бабушки) — капітана. У третьому-шостому сезонах володів Нивою Артема, у сьомому-дев'ятому — Dodge Durango чорного кольору, а починаючи з десятого — Subaru Forester сріблястого. Має дозвіл на співпрацю зі службово-розшуковим собакою. Є єдинокровний брат Андрій.
Спочатку працював у кінологічному розпліднику, але пішов звідти після загибелі улюбленого собаки. Потім працював у Мар'їнському райвідділку міліції, але через нарікання дружини Наталії щодо зарплатні довелося звільнитися та піти до приватного охоронного агентства. Рік потому дружина пішла від нього до директора чаєрозважувальної (рос. чаеразвесочной) фабрики, а Максим звільнився з приватного охоронного агентства, тому що, попри високу платню, ця робота була занудною для нього. Хотів було повернутися до Мар'їнського райвідділку, але незручно було. Саме тоді Артема Колосова серйозно поранили, і начальник Щукінського райвідділку Хрульов запропонував залишитися. Максим, не роздумуючи, погодився.
Новий господар Мухтара. Протягом серіалу через непродуманість сценаріїв мав різноманітні, іноді суперечливі, характери: і серйозний, «бувалий», розлучений чоловік, і незаможний Ромео, який мріє про сім'ю, і просто звичайний чоловік зі своїми перевагами й недоліками. Але найбільше запам'ятовується той образ Максима, у якому він милий і порядний молодик з чистою, незіпсованою душею та добрим серцем. На відміну від Артема, Максим не бігає за жінками, віддаючи перевагу тихим посиденькам з улюбленим собакою. Іноді Максим здається несерйозним, інфантильним і занадто наївним для свого віку. Кохав Олену Бруснікіну, після її уходу довго не міг звикнути до Василіси, але потім почав проявляти до неї інтерес. Починаючи з 88 серії восьмого сезону «Оригамі» (рос. Оригами), Василіса починає жити разом з ним. У дев'ятому сезоні Максим переживає розлучення зі своєю коханою Василісою, але намагається не демонструвати цього. Спершу не міг звикнути до нової начальниці Катерини, але незабаром вони спрацювалися. В кінці дев'ятого сезону через службову необхідність мав короткостроковий роман з бібліотекаркою Джульєттою. У 48 серії десятого сезону «Юпітер-2015» Максим і Катя мали інтимний момент, який перервав Максим, поставивши цим у незручне становище Катю. З тих пір вони уникають одне одного. Має кілька вогнепальних поранень, а також медаль за заслуги. Поїхав до Криму через вагітність дівчини Насті. Звільнився з правоохоронних органів, буде затемнити приватним дресуванням.[джерело?]
З'являється, починаючи з третього сезону, роль виконували четверо акторів у різний час:
- Олександр Волков (3-4 сезони) — лаконічний, харизматичний, різкий, але прямий. Часто сперечається з Анатолієм. Крилата фраза: «Опа-Стьопа» (рос. Опа-Стёпа);
- Павло Вишняков (5-6 та починаючи з дев'ятого, 9-10 сезони) — скромний і закоханий, оскільки його грає наймолодший актор, трохи інфантильний. Відчайдушний сперечальник. Крилата фраза: «Ай, Муха, молодця!» (рос. Ай, Муха, молодца!);
- Олексій Шутов (7-8 сезони) — делікатний, дипломатичний, акуратний і разом з тим трохи награний і балакучий.
- Владимир фекленко (11-12 сезони)

#### Щепкін Анатолій Іванович
Народився 1971 року, оперуповноважений, мав звання старшого лейтенанта, а починаючи з 51 серії четвертого сезону «Курочка Ряба» — капітана.
У дитинстві хворів на моторну алалію, через що до четвертого класу навчався в школі для глухонімих, внаслідок чого володіє жестовою мовою. Емоційний, завжди говорить те, що думає, що не заважає йому бути улюбленцем відділку. Полюбляє пожартувати і посперечатися, часто бурчить. Буває невдоволений рішеннями керівництва, вважаючи, що більшість неприємних і важких завдань несправедливо дістається саме йому. Полюбляє важкий рок. Є дружина Людмила і син Данило. В четвертому сезоні їде у відрядження до Америки.
З'являється у перших чотирьох сезонах, роль виконував Віктор Низовий.

#### Самойлов Олексій Валерійович
Народився 1976 року, серйозний оперуповноважений, мав звання старшого лейтенанта, а починаючи з 75 серії сьомого сезону «Путівка для бабусі» (рос. Путёвка для бабушки) — капітана.
З'являвся у деяких серіях третього сезону, підміняючи Щепкіна, а починаючи з 70 серії четвертого сезону «Казус Садовського» повністю його замінив. Говіркий, наполегливий і буркотливий. Поза робочим часом полюбляє жартувати і давати поради, але під час роботи завжди дуже суворий і серйозний. Хобі — риболовля, біг і футбол. Є дружина Ольга і син Микита. Полюбляє екстрим. Надійний друг і хороший товариш. Крилаті фрази: «Єжкін кіт» (рос. Ёжкин кот), «Ось тобі, бабусю, і Юр'їв день!» (рос. Вот тебе, бабушка, и Юрьев день!), «Їй-богу» (рос. Ей-богу), «Друзяка» (рос. Дружище), «Цікаво дівки танцюють» (рос. Интересно девки пляшут), «Братці-кролики» (рос. Братцы-кролики), «Ось така петрушка» (рос. Вот такая петрушка) і «Старичок» (рос. Старичок). Займається спорт. Єдиний серед колег знав про відносини Максима та Василіси. Наприкінці 48 серії десятого сезону «Юпітер-2015», під час розмови з Максимом, дізнається про освідчення Каті.
З'являється, починаючи з третього сезону, роль виконував Олексій Моісеєв.

#### Бруснікіна Олена Володимирівна
Народилася 1974 року, досвідчений слідчий, мала звання капітана.
Закінчила юридичний ВНЗ із відзнакою, і завдяки завзятості та працьовитості вже отримала звання капітана. Завжди на боці своїх підлеглих, хоча не демонструє цього. Розумна, мила і винахідлива. Завдяки її гострому розуму та винахідливості було розкрито немало заплутаних справ. Має гарні вокальні дані. На початку першого сезону розлучилася з бізнесменом Андрієм Івановим, тому протягом серіалу живе з батьком — генералом міліції Бруснікіним. Серед інших родичів у серіалі згадуються тітка Любов та двоюрідні сестра Єлизавета і брат Валерій. Намагається бути життєрадісною та безжурною. На роботі серйозна та зосереджена. Плекає ніжні почуття до свого колеги Артема, хоча приховує це. В 24 серії четвертого сезону «Розлучення» (рос. Расставание) їде до нього в Іркутськ, де й живе разом з ним.
З'являється у перших чотирьох сезонах, роль виконувала Алла Ковнір.

#### Михайлова Василіса Романівна
Народилася 1979 року, досвідчений слідчий, мала звання лейтенанта, починаючи з 65 серії сьомого сезону «Третя зірочка» (рос. Третья звёздочка) — старшого лейтенанта, а з дев'ятого сезону — капітана. Акуратний, вимогливий і дуже уважний співробітник.
До райвідділку Щукіно працювала в Одинцово. Зайняла місце Олени Брусникіної, яка вирушила до свого коханого Артема. Знає французьку зі школи, там же займалася грою на фортепіано. Має хрещеницю Марію, чиї батьки багато часу проводять за кордоном і залишають свою дочку на Василісу. В 62 серії четвертого сезону «Втікачі» (рос. Беглецы) взяла під опіку двох хлопців. Василіса — природжений начальник, уміло управляється у відділку, вміє організувати своїх друзів. Плекає романтичні почуття до Максима, дуже за нього турбується. Починаючи з 88 серії восьмого сезону «Оригамі» (рос. Оригами) Василіси починає жити разом з Максимом. На початку дев'ятого сезону її з підвищенням переводять до Санкт-Петербургу.
З'являється у четвертому-восьмому сезонах, а також у 26 серії дев'ятого сезону «Зустріч, що не відбулася» (рос. Несостоявшаяся встреча), роль виконувала Наталія Юннікова.

#### Родіонова Анастасія Олександрівна
Народилася 1980 року, слідчий, мала звання старшого лейтенанта. Досвідчений і працьовитий співробітник.
Корінна москвичка. Вельми товариська та добродушна. Тимчасово перевелася з Центрального округу, поки Василіса була у відрядженні у Санкт-Петербурзі.
З'являється у 81-84 серіях восьмого сезону, роль виконувала Єлизавета Курбанмагомедова.

#### Калітіна Катерина Василівна
Народилася 1987 року, слідчий, мала звання капітана юстиції.
Раніше служила на Петрівці у відділі аналітики. Через свій досить юний вік та брак досвіду буває запальною та примхливою, часто панікує. Батько — Василь Павлович, виріс у селі; мати — Ольга, москвичка; старший брат — Ігор, еколог, постійно в експедиціях; наречений — Едвард, американець, але Катя відхилила його освідчення у 50 серії десятого сезону «Чуже життя» (англ. Чужая жизнь). Було кілька короткострокових романів. Плекає симпатію до Максиму. Важко переживає його відмову, але намагається не демонструвати цього.
З'являється, починаючи з дев'ятого сезону, роль виконувала Світлана Брюханова.

#### Сельська Жанетта Петрівна
Народилася 1966 року, судово-медичний експерт і патологоанатом, мала звання майора.
Вища медична освіта. Трохи дивна, балакуча, обожнює пліткувати. Гостра на язик. Намагається бути оптимісткою, майже ніколи не зневірюється. Була одружена один раз до подій серіалу. Закохана в Садовського і вийшла за нього заміж на початку восьмого сезону. В десятому сезоні, дізнавшись, що Катя плекає почуття до Максима, всіляко допомагає налагодити з ним стосунки.
З'являється, починаючи з першого сезону, роль виконувала Оксана Сташенко.

#### Ільковський Станіслав Дмитрович
Народився 1963 року, експерт-криміналіст, мав звання майора. Працьовитий і уважний співробітник.
Чутливий і ранимий, інколи буває занадто наївним і довірливим. У кінці першого сезону поїхав до Америки на стажування.
З'являється у першому сезоні, роль виконував Олександр Коршунов.

#### Садовський Інокентій Степанович
Народився 18 листопада 1972 року, висококласний експерт-криміналіст, мав звання майора. Розбирається у тому числі в балістиці та трасології.
Сором'язливий, незграбний молодик. Трохи скутий, часто образливий і мовчазний. У дитинстві мріяв поступити до мореплавного училища, але не пройшов медкомісію за зором. Бувши студентом, жив у комунальній квартирі у Санкт-Петербурзі. Захоплюється конструюванням кораблів, а також філателією на любительському рівні. Замінив Ільковского, котрий поїхав за кордон. Був небайдужий до своєї колеги Жанетти Петрівни Сельської, проте рідко виставляв свої почуття напоказ. На початку восьмого сезону одружився з нею.
З'являється, починаючи з другого сезону, роль виконував Костянтин Костишин.

### Інші співробітники райвідділку «Щукіно»

#### Хрульов Микола Миколайович
Народився 1950 року, начальник райвідділку Щукіно, мав звання спочатку підполковника, а починаючи з сьомого сезону — полковника.
Вимогливий і суворий, але співчуваючий начальник. Для своїх підлеглих є прикладом прекрасного начальника та вірного друга, який завжди готовий прийти на допомогу. Серед родичів у серіалі згадуються сестра Наталія, дочка Світлана, племінниця Жанна та онуки Костянтин і Альона. Попри велику родину живе один у власній квартирі. Хоча у першому сезоні негативно ставився до перебування Мухтара у приміщенні відділку, але згодом звикнув до нього і навіть сам завів собаку.
З'являється, починаючи з першого сезону, роль виконував Олександр Воєводін.

#### Тітова Марія Іллівна
Народилася 1970 року. Має звання майора.
Новий помічник Хрульова. У розслідуваннях вона участі не бере, на нарадах у Хрульова може бути присутньою. Може давати поради щодо розслідування, якщо при ній обговорюють питання стосовно розкриття злочину. Інколи виїжджає на місця скоєння злочину в районі як відповідальна від керівництва райвідділку поліції з метою контролю за роботою особового складу на місці злочину. Запальна, але частіше спокійна. Серйозна та рішуча. Далекозорка, тому може читати виключно в окулярах. Прийшла у зв'язку з реформою МВС. Одружена, має двох синів. У дев'ятому сезоні перевелася до райвідділку Мітіно.
З'являється у восьмому-дев'ятому сезонах, роль виконувала Тамара Морозова.

#### Дятло Віктор Петрович
Народився 1966 року, дільничий, мав звання капітана.
Користується повагою серед колег і друзів, проте іноді його не сприймають серйозно. Часто висуває власні версії подій, у яких дуже впевнений. Полюбляє свою роботу і коли його хвалять, але не так, як смачну їжу та пиво. Одружений, є син-школяр Денис. У десятому сезоні отримав нагороду найкращого дільничого північно-західного автономного округа Москви.
З'являється, починаючи з третього сезону, роль виконував Валерій Астахов.

#### Хорошавін Олександр
Народився 1968 року, черговий, мав звання спочатку прапорщика, а наприкінці роботи в райвідділку Щукіно — старшого лейтенанта.
Попри сидячий образ життя, досить непогано бігає, як показано у 67 серії сьомого сезону «Перевертень» (рос. Перевёртыш). Є дружина та двоє дітей, як показано у 82 серії третього сезону «Новорічний подарунок» (рос. Новогодний подарок).
З'являється у другому-восьмому сезонах, роль виконував Олександр Сірик.

#### Петров Сергій Валентинович
Народився 1976 року, черговий. Досвідчений співробітник.
Прийшов на заміну Олександра Хорошавіна. Найкращий друг Олексія Самойлова. У вільний від роботи час захоплюється серіалами про поліцію.
З'являється у десятому сезоні.

### Стажисти

#### Малишев Вадим Євгенович
Народився 1975 року, оперуповноважений. Мав звання молодшого лейтенанта. Молодий і недосвідчений співробітник.
Прийшов для проходження практики у райвідділку Щукіно. Наполегливий і працьовитий. Намагається бути серйозним, попри численні жарти з боку Артема Колосова, який також називає його студентом. Часто висуває власну версію злочину. Схильний робити поспішні висновки. Іноді здається наївним. Наприкінці другого сезону переводиться до Мітінського райвідділку.
З'являється у другому сезоні, роль виконував Євген Єфремов.

#### Шульгін Микита В'ячеславович
Народився 1975 року, кінолог. Мав звання лейтенанта. Працьовитий, уважний і серйозний співробітник.
Прийшов з Мітінського райвідділку. Вивчає методи роботи з розшуковим собакою, проте незлюбив Мухтара.
З'являється у 48-50 серіях другого сезону. Роль виконував Олесь Кацион.

#### Колосова Надія Дмитрівна
Народився 1983 року, слідчий. Мала звання молодшого лейтенанта. Розумний, працьовитий і наполегливий співробітник.
Прийшла з юридичної академії. Вирішила наслідувати батька, який також був слідчим. Починаючи з кінця шостого сезону працює за професією у Слідчому комітеті.
З'являється у шостій та 83 серіях шостого сезону. Роль виконувала Альона Козирєва.

#### Єршов Іван Васильович
Народився 1991 року, експерт-криміналіст. Мав звання молодшого лейтенанта. Вельми працьовитий і уважний співробітник.
Закінчив школу поліції з відзнакою. Спершу був зарозумілим і довірливим. На початку десятого сезону перевівся до іншого райвідділку до своєї дівчини.
З'являється у дев'ятому та десятому сезонах. Роль виконував Данило Дорошенко.

#### Кострова Надія Яківна
Народився 1989 року, експерт-криміналіст. Мала звання молодшого лейтенанта.
Найкраща учениця Садовського. Допомагає Інокентію, підміняючи його на виїздах. Знімала квартиру зі своїми знайомими, але вони вважали її занадто порядною. Нині проживає разом із молодшою сестрою-студенткою у знімний квартирі, знайти яку допомогла Сельська. Вельми добродушна.
З'являється у десятому сезоні. Роль виконувала Надія Анципович.

#### Муромцев Ілля Ілліч
Народився 1987 року, дільничний. Мав звання старшого лейтенанта.
Прийшов для укомплектування відділку. Дуже артистичний і ранимий молодик, полюбляє собак, постійний відвідувач клубів. Є дружина Ірина та сини Євген і Олександр.
З'являється у десятому сезоні. Роль виконував Ігор Шугалєєв.

### Інші персонажі

#### Щепкіна Людмила Петрівна
Народилася 1965 року. Дружина Анатолія Щепкіна. Працювала редактором районного кабельного телебачення.
Домогосподарка, виховувала сина Данила. Вірна і цілком віддана своєму чоловікові. Може бути дуже запальною і ревнивою. Наприкінці четвертого сезону полетіла разом з сім'єю до Америки.
З'являється у перших чотирьох сезонах. Роль виконувала Анна Назарієва

#### Щепкін Данило Анатолійович
Народився 1991 року. Син Анатолія і Людмили Щепкіних. Навчався у п'ятому класі.
Одним із друзів є американець Френк. Наприкінці четвертого сезону полетів разом з батьками до Америки.
З'являється у перших чотирьох сезонах. Роль виконував Павло Ільїн.

#### Самойлова Ольга Миколаївна
Народилася 1978 року. Дружина Олексія Самойлова. Працює у благодійному фонді.
Домогосподарка, виховує сина Микиту. Любить свою сім'ю. Може бути наївною, довірливою і ревнивою.
З'являється, починаючи з четвертого сезону. Роль виконували. Елена Лазович (4 и 5 сезон) и Ольга Моісеєва (5-11 сезоны).

#### Самойлов Микита Олексійович
Народився 1996 року. Син Олексія і Ольги Самойлових. Навчається на математичному факультеті московського інституту.
У восьмому сезоні навчався у школі. Під час навчання у восьмому класі підробляв у піцерії кур'єром. У десятому сезоні поступив до інституту.
З'являється, починаючи з четвертого сезону. Роль виконував Микита Моісеєв.

## Список серій
Серіал умовно поділяється на 13 сезонів:
| Сезон                   | Кількість серій | Прем'єра                                          | Телеканал |
| ----------------------- | --------------- | ------------------------------------------------- | --------- |
| 1                       | 40              | З 31 серпня до 4 жовтня 2004 року                 | НТВ       |
| 2                       | 50              | З 21 лютого до 31 березня 2006 року               | НТВ       |
| 3                       | 100             | З 28 листопада 2006 року до 9 листопада 2007 року | НТВ       |
| 4                       | 80              | З 13 листопада 2007 року до 26 травня 2008 року   | НТВ       |
| 5                       | 96              | З 9 листопада 2009 року до 28 січня 2010 року     | НТВ       |
| 6                       | 96              | З 29 січня до 7 грудня 2010 року                  | НТВ       |
| 7                       | 96              | З 10 травня 2011 року до 5 вересня 2012 року      | НТВ       |
| 8                       | 96              | З 6 вересня 2012 року до 30 квітня 2013 року      | НТВ       |
| 9                       | 96              | З 3 лютого 2014 року до 20 квітня 2015 року       | НТВ       |
| 10                      | 48              | З 21 квітня до 15 жовтня 2015 року                | НТВ       |
| 11 (Мухтар. Новий слід) | 96              | З 20 березня 2017 до 14 березня 2018 року         | НТВ       |
| 12                      | 96              | З 14 травня 2018 до 16 вересня 2019 року          | НТВ       |
| 13                      | 96              | 2019—2020                                         | НТВ       |